# L'Autre (film, 2008)
Pour les articles homonymes, voir L'Autre.
Pour plus de détails, voir Fiche technique et Distribution.
L'Autre est un film français réalisé par Patrick Mario Bernard et Pierre Trividic, sorti en 2008.

## Synopsis
Alex rêve de vivre une vraie vie de couple sous un même toit mais Anne-Marie souhaite rester libre. Elle décide de rompre. Lorsqu'Alex a une nouvelle petite amie, Anne-Marie se laisse posséder par la jalousie et devient menaçante.

## Fiche technique
- Titre original : L'Autre
- Réalisation : Patrick Mario Bernard et Pierre Trividic
- Scénario : Patrick Mario Bernard et Pierre Trividic, adapté du roman L'Occupation de Annie Ernaux
- Musique : Rep Müzak
- Décors : Axel Deboaisne et Daphné Deboaisne
- Costumes : Anaïs Romand
- Photographie : Pierric Gantelmi d'Ille
- Son : André Rigaut
- Montage : Yann Dedet
- Montage son : Jean Mallet
- Producteur : Patrick Sobelman
- Société de production : Agat Films & Cie - Ex Nihilo, Canal+, Ciné+, Cinémage 2
- Distribution : Ad Vitam Distribution (France), Films Distribution (International).
- Pays d'origine :  France
- Durée : 97 minutes
- Tournage : de fin novembre 2007 à début février 2008
- Dates de sortie :
  - Italie : 31 août 2008 (Mostra de Venise)
  - France : 4 février 2009

## Distribution
- Dominique Blanc : Anne-Marie
- Cyril Gueï : Alex
- Peter Bonke : Lars
- Christèle Tual : Aude
- Anne Benoît : Maryse Schneider
- Charlotte Clamens : Suzanne
- Jacqueline Noëlle : La vieille dame
- Christian Chaussex : L'homme aux étoiles
- Ludmila Ruoso : la jeune fille

## Distinctions
Mostra de Venise 2008
- Coupe Volpi de la meilleure actrice pour Dominique Blanc